# Hohenbrunn

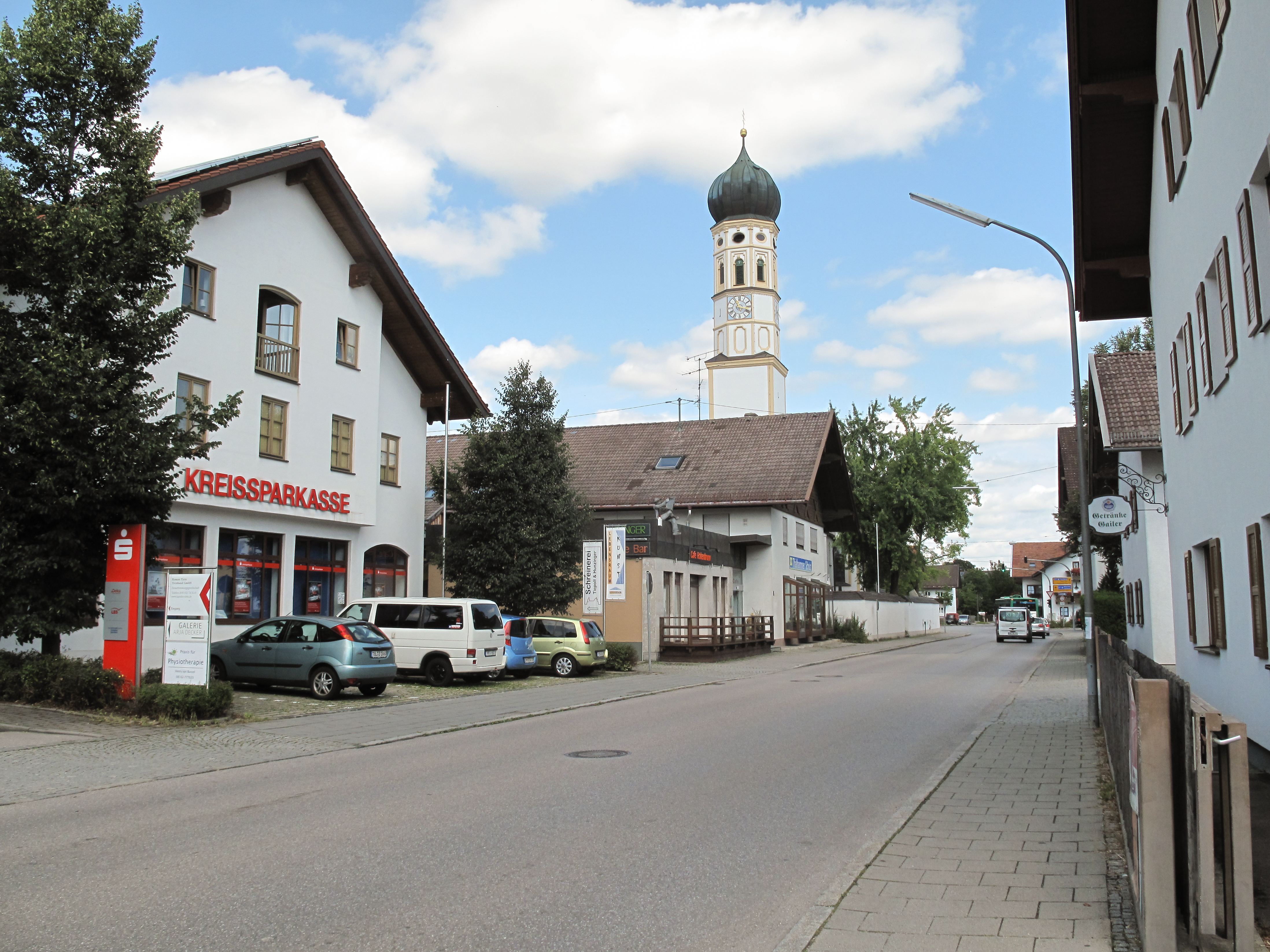
Hohenbrun, tour de l'église dans la rue

Hohenbrunn est une commune de Bavière (Allemagne), située dans l'arrondissement de Munich, dans le district de Haute-Bavière.